# クラッシュ・ロワイヤル
『クラッシュ・ロワイヤル』（英: Clash Royale）は、Supercellより配信されているiOS/Android向けリアルタイム対戦型カードゲーム。アイテム課金制のゲーム。略称は「クラロワ」。

## ゲームシステム
プレイヤーは8枚のカードで構成されるデッキを編成し、2.8秒に1たまるエリクサーと呼ばれるコストを消費してユニットをアリーナ上に送り出す。3分間で相手よりも多くのタワーを破壊した側の勝利となる。また、中央にあるキングタワーを破壊するとその時点で終了となる。キングタワーにはレベルが存在し、1から15まである。レベルが高いほどタワーのステータスも上がる。キングレベルを上げるには、クランメンバーへのカードの寄付、カードのアップグレートをすることで得られる経験値を一定量貯めることでレベルを上げることができる。
残り時間が1分になると、エリクサーのたまる速度が2倍になる。開始より3分経過しても両プレイヤーの破壊したタワーの数が同じ、もしくは両プレイヤー共に破壊していなかった場合、2分間のサドンデスが発生する。サドンデス中は、どちらかが先に1本タワーを破壊すると即座に勝敗が決まり、破壊した側が勝利となる。また、サドンデスの残り時間が1分を切ると、エリクサーのたまる速度が3倍になる。そして、サドンデスで勝敗が決まらない場合、タイブレークとなり、一番HPが少ないタワーを持っている側が敗北となる。タイブレークが導入される2019年9月30日以前は、サドンデスで勝敗が決まらなかったときは引き分けとしていた。また、互いのタワーが同体力の場合引き分けとなる。

## ゲームプレイ

### バトル
通常対戦(1vs1)
勝利するとトロフィー、宝箱、及び少量のゴールドを入手できる。トロフィーという単位でレート制のマッチングが採用されていて、勝利するとトロフィーは増加し、敗北するとトロフィーは減少する。平均のトロフィー数は勝ちで＋30、負けで-30となっており、相手と自分のトロフィー差を加味してそこから±5程度の範囲で増減する。
修行の道（1vs1）
パーティーモード（1vs1 または 2vs2）
2019年9月30日から追加されたモードで、協力モードが新しくパーティーモードに変更された。クランメンバーやフレンド、またはランダムな味方と一緒に戦う2vs2の協力バトルや、2日ごとにルールやレギュレーションが変更されるスペシャルバトルの対戦ができる。勝利するとゴールドと宝箱（宝箱所持数が4箱未満の場合）を入手できる。ただし、勝敗にかかわらずトロフィーは増減しない。
フレンドバトル
フレンド、クランメンバーと1対1または2対2で戦う。クラン対戦デッキでのバトルを除き、お互いのカードのレベルは持っているカードのレベルにかかわらず11になる。勝敗にかかわらずトロフィーは増減せず、ゴールドも宝箱も入手できない。フレンドは、フレンドリンクを共有することにより誰とでも交換が可能である。
チャレンジプレイヤーがエメラルドを消費することで参加できる。チャレンジには常設されているクラシックチャレンジとグランドチャレンジや、不定期で開催されるスペシャルチャレンジがある。また、1度にできるチャレンジは一つで同時に複数のチャレンジに参加することはできない。
クラシックチャレンジ
決められたデッキを使って戦うモードであり10エメラルドを払えば12勝または3敗するまで挑戦できる。カードレベルは一律11になる。また、勝利数に応じて報酬を入手できる。また、12勝するとプロフィールにバッチが付く。
グランドチャレンジ
クラシックチャレンジとルールは同じだが、100エメラルドと、参加費用高い分報酬が高くなる。10勝から12勝にかけて報酬が多くなるため、勝利数をあげることで多くの報酬を獲得することができる。クラシックチャレンジと同じく、12勝するとバッチが付く。
スペシャルチャレンジ
不定期で内容の異なるイベントが開催される。新カードが追加される際に開催されるチャレンジや、通常よりも速くエリクサーがたまる「エリクサー2倍チャレンジ」や「エリクサー3倍チャレンジ」、10勝または3敗するまで挑戦できる「20勝チャレンジ」、敗北数に関係なく規定のクラウン数を入手するまで挑戦できるカジュアルチャレンジがある。3敗してもエメラルドを消費するかクラロワパスを購入していると勝利数そのままか、勝利数を0にした状態からかどちらかで再挑戦できる。スペシャルチャレンジの多くは、平等に戦うためにカードレベル及びクランタワーのレベルを全て11に統一してバトルを行う。

#### クラロワダッシュ
不定期に登場するゲームモードで、アメリカンフットボールを模したモードである。アリーナには川と橋が無く、ユニットは基本的に真っすぐ相手のゴールラインを目指して移動する。お互いにユニットや建物で妨害し、相手のゴールラインまでユニットを到達させれば1点となり、3点先取で勝利となる。
カードの配置ルールや、ビジュアルが通常モードと異なるものもあり、またこのモードでのみ、登場するカードもある。
トリプルドラフト
3つのカードから1つのカードを8回選びそのカードを使って戦うモードである。また、このモードでは巨大スケルトン、三銃士、クローン、鏡は登場しない。

### カード
カードとはプレイヤーがエリクサーを消費することで使用できるもので、レベルに応じて要求される枚数のカードとゴールドを使ってレベルを上げ、育てることができる。レベル上限に近づくにつれ、必要カード枚数やゴールドも増えてくる。カードそれぞれで体力や射程、攻撃力や移動速度などのステータスが異なる。カードには5種類のレア度があり、ノーマル・レア・スーパーレア・ウルトラレア・チャンピオンの5種類がある。
新カードがリリースされると、リリースされてからの1シーズンは新カードのレベルがキングタワーレベルと同じになるブースト期間がある。
2024年1月現在、カードは合計110種類存在し、これらのカードを戦略的に利用して試合を行うことができる。
カードの種類は大きく以下のユニット・建物・呪文の3種類に分類される。
ユニット
敵陣地に直接攻め込むもしくは移動型兵器（地上、空中ユニットが存在する）。自陣（または奪取したタワーの領域）に配置可能で、プレイヤーが直接操作することはできない。
建物
自陣（または奪取したタワーの領域）に設置可能で、主に防衛や攻撃用ユニット生産の役割を果たす。時間経過で体力を消費し続け自然に破壊される。
呪文
相手のタワーやユニットや建物に直接ダメージを与える。他に味方ユニットの攻撃・移動速度や建物の攻撃速度またはユニット生産速度を一時的に上昇させるものもあれば、相手ユニットや建物を一時的に無力化するものも存在する。。

### レベル
前述の通り、カードは要求される枚数のカードとゴールドを使用することで、レベルを上げることができる。レベルは整数値で1〜15まで存在し、レベルを1上げるたびに射程や移動速度は変わらないが、カードの攻撃力や体力が約10%も増加される。
また、レベルはレアリティ別に存在範囲が異なり、入手・育成難度の高いものほど狭域となっている。
2018年9月には、レベル表記の簡略化を目的としたアップデートにより、レアリティ別のレベル表記が部分的に変更された。
|            | 旧表記                                                               | 旧表記                                                               | 旧表記                                                               | 旧表記                                                               | 新表記（現行）                                                       | 新表記（現行）                                                       | 新表記（現行）                                                       | 新表記（現行）                                                       | 新表記（現行）                                                       | 備考                                                                 |
| レアリティ | N                                                                    | R                                                                    | SR                                                                   | UR                                                                   | N                                                                    | R                                                                    | SR                                                                   | UR                                                                   | CH                                                                   | 備考                                                                 |
| ---------- | -------------------------------------------------------------------- | -------------------------------------------------------------------- | -------------------------------------------------------------------- | -------------------------------------------------------------------- | -------------------------------------------------------------------- | -------------------------------------------------------------------- | -------------------------------------------------------------------- | -------------------------------------------------------------------- | -------------------------------------------------------------------- | -------------------------------------------------------------------- |
| レベル     | 1                                                                    |                                                                      |                                                                      |                                                                      | 1                                                                    |                                                                      |                                                                      |                                                                      |                                                                      |                                                                      |
| レベル     | 2                                                                    | 2                                                                    |                                                                      |                                                                      |                                                                      |                                                                      |                                                                      |                                                                      |                                                                      |                                                                      |
| レベル     | 3                                                                    | 1                                                                    | 3                                                                    | 3                                                                    |                                                                      |                                                                      |                                                                      |                                                                      |                                                                      |                                                                      |
| レベル     | 4                                                                    | 2                                                                    | 4                                                                    | 4                                                                    |                                                                      |                                                                      |                                                                      |                                                                      |                                                                      |                                                                      |
| レベル     | 5                                                                    | 3                                                                    | 5                                                                    | 5                                                                    |                                                                      |                                                                      |                                                                      |                                                                      |                                                                      |                                                                      |
| レベル     | 6                                                                    | 4                                                                    | 1                                                                    | 6                                                                    | 6                                                                    | 6                                                                    |                                                                      |                                                                      |                                                                      |                                                                      |
| レベル     | 7                                                                    | 5                                                                    | 2                                                                    | 7                                                                    | 7                                                                    | 7                                                                    |                                                                      |                                                                      |                                                                      |                                                                      |
| レベル     | 8                                                                    | 6                                                                    | 3                                                                    | 8                                                                    | 8                                                                    | 8                                                                    |                                                                      |                                                                      |                                                                      |                                                                      |
| レベル     | 9                                                                    | 7                                                                    | 4                                                                    | 1                                                                    | 9                                                                    | 9                                                                    | 9                                                                    | 9                                                                    |                                                                      |                                                                      |
| レベル     | 10                                                                   | 8                                                                    | 5                                                                    | 2                                                                    | 10                                                                   | 10                                                                   | 10                                                                   | 10                                                                   |                                                                      |                                                                      |
| レベル     | 11                                                                   | 9                                                                    | 6                                                                    | 3                                                                    | 11                                                                   | 11                                                                   | 11                                                                   | 11                                                                   | 11                                                                   | 大会規定                                                             |
| レベル     | 12                                                                   | 10                                                                   | 7                                                                    | 4                                                                    | 12                                                                   | 12                                                                   | 12                                                                   | 12                                                                   | 12                                                                   |                                                                      |
| レベル     | 13                                                                   | 11                                                                   | 8                                                                    | 5                                                                    | 13                                                                   | 13                                                                   | 13                                                                   | 13                                                                   | 13                                                                   |                                                                      |
| レベル     |                                                                      |                                                                      |                                                                      |                                                                      | 14                                                                   | 14                                                                   | 14                                                                   | 14                                                                   | 14                                                                   |                                                                      |
| レベル     |                                                                      |                                                                      |                                                                      |                                                                      | 15                                                                   | 15                                                                   | 15                                                                   | 15                                                                   | 15                                                                   | 育成限界                                                             |
| 凡例       | N=ノーマル、R=レア、SR=スーパーレア UR=ウルトラレア、CH=チャンピオン | N=ノーマル、R=レア、SR=スーパーレア UR=ウルトラレア、CH=チャンピオン | N=ノーマル、R=レア、SR=スーパーレア UR=ウルトラレア、CH=チャンピオン | N=ノーマル、R=レア、SR=スーパーレア UR=ウルトラレア、CH=チャンピオン | N=ノーマル、R=レア、SR=スーパーレア UR=ウルトラレア、CH=チャンピオン | N=ノーマル、R=レア、SR=スーパーレア UR=ウルトラレア、CH=チャンピオン | N=ノーマル、R=レア、SR=スーパーレア UR=ウルトラレア、CH=チャンピオン | N=ノーマル、R=レア、SR=スーパーレア UR=ウルトラレア、CH=チャンピオン | N=ノーマル、R=レア、SR=スーパーレア UR=ウルトラレア、CH=チャンピオン | N=ノーマル、R=レア、SR=スーパーレア UR=ウルトラレア、CH=チャンピオン |

また、ユニットの入手や寄付をした際に入手する「スターポイント」を利用して、レベル6のユニットを「スターレベル」に進化させることができる。スターレベルは1〜3の3段階存在し、能力値は変化せずに見た目のみが変化する。レベルごとに、ユニットやカード、マッチ中のレベル表記が金色に変化したり、金色のエフェクトをまとったりするようになる。

#### 限界突破
限界突破は「シャード」を使用し、ユニットの能力値、能力が増え、見た目が変化する要素。シャードはシーズンショップやクラロワパスで入手できる。限界突破で増える能力は、特にユニットの長所を伸ばすものが多い。限界突破したカードは、デッキに一枚(キングタワーが15レベルだと2枚)入れることができる。

### 宝箱
宝箱はバトルの報酬やキングタワーのレベルアップ時、課金要素のセールなど、様々な場面で入手が可能。宝箱の開封には数時間から24時間待たなければならないものもあるが、開封することで、（一部ではあるが）エメラルド、ゴールド、カード（ワイルドカード含む）が入手できる。宝箱は全部で17種類あり、それぞれで入っているカードのレア度や枚数などが異なる。新アリーナに到達すると、アンロックのスピードが24時間だけ2倍になる。また、エメラルドや魔法アイテムを使用することで、即座に開封することも可能である。

### クラン
クランに所属することで、クランメンバーとのチャットや、メンバーへのカードの寄付・リクエスト、メンバー同士でのバトルやクラン対戦の参加が可能になる。クラン内には役職があり、上位からリーダー、サブリーダー、長老、メンバーとなっている。長老以上はクランへの招待や自分より位が低いメンバーの追放、サブリーダー以上はクラン設定の変更ができる。アクティブなクランに所属することで、クラン対戦の報酬による宝箱が貰えるというメリットもある。
参加申請が必要な場合もあり、申請時に意気込みや自己アピールをする作文を要求される。ここでは定型文が用意されるが、自分で書いた文でなければ受け入れないクランが多い。

### トレード
レアリティごとのトレードチケットを使ってクランメンバーとカードを交換できる。ノーマルなら250枚、レアなら50枚、スーパーレアなら10枚、ウルトラレアなら1枚を交換することができるが、チャンピオンはトレードできない。欲しいカードのレアリティのチケットを所持している状態で自身が欲しいカードを決定し、最大4種類まで同じレアリティのトレードしても良いカードを選択。クランメンバーがそのトレードを行うことにより交換が可能。又は、クランメンバーの出しているトレードに自身がチケットを持った状態でカードを交換した場合も可能である。トレードチケットは大会での報酬、各シーズンでのトロフィーロード報酬、クラン対戦、イベントなどでの報酬で獲得できる。

### アリーナ
プレイヤーがバトルを行う場所をアリーナという。両者キングタワーが1つ、プリンセスタワーが2つ存在し、中央を横切る川に橋が2つ架かっている。所持しているトロフィー数に応じて15種類のアリーナが割り当てられるが、機能面での違いはみられない。アリーナによって宝箱から出るコインの量、カードの枚数、獲得可能なカードの種類が異なるため、アリーナレベルを上げることで、より多くのコイン、様々な種類のカードを入手することが可能になる。ただし、チャンピオンは例外で、キングレベル14にならなければ入手できない。

### スタンプ・定型文
対戦中、感情を示すスタンプや6種類の定型文を画面に表示することができる。感情を示すスタンプは初期状態で4種類を所持しており、1つ250エメラルドで入手できる。イベントなどでエメラルドを使わずにゲットする事も可能である。70種類以上のスタンプが利用可能となる。定型文は、設定された言語によって表示が異なる。。また、欠伸や嘲笑など煽るようなスタンプもあるため、定型文とともにミュートに設定することができる。
カードタスク
カードタスクとは、キングレベル7でアンロックされる要素である。無課金で大量のカード・ゴールド・エメラルドを獲得できる。タスクをアンロックできるレベルは、カードのレアリティによって異なる。アンロックすると、一試合でのカードの活躍に応じてポイントが溜まっていき、目標を達成すると報酬がもらえる仕組みになっている。

## 課金要素
ゲーム自体のプレイは基本無料だが、アイテム課金が存在する。課金することによってゲーム内通貨であるエメラルドの購入やセールの購入、クラロワパスの購入ができる。クラロワパスは、勝利した時に得られるクランを貯めることで、宝箱や入手が難しい魔法アイテムを、入手しやすくするものである。エメラルドは、宝箱やゴールドの購入、宝箱開封時間の短縮や大会作成、チャレンジの開始やスタンプの購入など様々な用途で使用できる。

## クラロワリーグ
クラロワリーグ（英: Clash Royale League ; CRL）とは、Supercellが主催する、「クラッシュ・ロワイヤル」の国際的なe-Sportsの大会である。約1年をかけて世界一のチームを決定する。北米、アジア、ヨーロッパなど、世界各地で地域別の大会が実施され、毎年冬に世界一決定戦が行われる。
また、初年度である2017年大会はチームでの大会ではなく、個人大会であり、大会名も異なっていた（英: Clash Royale Crown Championship）。そのため次年度以降と大会の方式は大きく異なっており、地域ではなく国単位で代表の選定が行われた。その際の日本代表には同年に行われた「クラロワ日本一決定戦」において1位と2位を獲得したアマテラス選手とフチ選手が出場した。
2018年以降の大会では各地域にチームが置かれるようになり、日本からはGamewith、Fav Gaming、PONOS（旧: PONOS Sports）、そしてDetonatioN Gamingが参加した。
日本や韓国、その他アジア諸国（中国は除く）が所属する「クラロワリーグ in アジア」は、2シーズンで総当たり戦を約140試合行い、優勝チームが世界一決定戦へと進出する。なお、2020年は新型肺炎の影響により、アジアリーグと中国リーグを統合しクラロワリーグイーストとして実施予定である。
| 回 | 形式   | 年   | 開催場所                                   | 開催国   | 優勝          | 準優勝        | 賞金     | 備考 |
| -- | ------ | ---- | ------------------------------------------ | -------- | ------------- | ------------- | -------- | ---- |
| 1  | 個人   | 2017 | カッパー・ボックス、ロンドン               | イギリス | Sergioramos:) | MusicMaster   | $150,000 |      |
| 2  | チーム | 2018 | 幕張メッセ、千葉県                         | 日本     | Nova Esports  | Vivo keyd     |          |      |
| 3  | チーム | 2019 | シュライン・オーディトリアム、ロサンゼルス | アメリカ | Team Liquid   | W.EDGM        |          |      |
| 4  | チーム | 2020 | オンライン                                 |          | Team Queso    | SK Gaming     |          |      |
| 5  | 個人   | 2021 | オンライン                                 |          | むぎ(Mugi)    | Mohamed Light |          |      |

## 特許侵害問題
2017年5月18日から7月27日にかけて計4回、SNSを運営するグリーが、本作とクラッシュ・オブ・クランの開発元Supercellを特許権侵害として提訴した。Supercellは特許侵害を否定しつつも2018年1月4日に本作より一部機能を削除すると発表し、和解が成立したことから2019年1月に本機能は復旧された。グリーは米国連邦裁判所にも提訴しており、連邦裁判所はSupercellに対して2020年9月に約850万ドル（約8億9200万円）、2021年5月に約9210万ドル（約100億円）の支払いを命じている。
同年1月24日に、グリーは、「Supercellが話し合いを拒否したため、2サービスにおける特許の使用禁止の仮処分を東京地方裁判所に申立て、損害賠償請求も提訴している」との内容を、公式ホームページに掲載した。
翌日1月25日、Supercellはアプリのゲーム内お知らせにて、「話し合いは行ったが解決策が見いだせなかった」と反論した。
これに対しグリーは、「2016年9月にSupercellに特許侵害の可能性を伝えてから、2017年5月に東京地方裁判所に仮処分の申し立てを行うまで、話し合いを求め、和解案も示したが、Supercellはこれを拒否した」と、公式ホームページに追記した。これらを受け、クラロワ・クラクラプレイヤーは、Twitterで「#グリーを許すな」というハッシュタグをつけたツイートをし、一時トレンド入りした。
2018年9月6日、東京地方裁判所は、グリー Supercellとの特許紛争における民事裁判において、原告であるグリーの請求を棄却、訴訟費用は原告の負担にするとの判決を言い渡した。
2019年2月12日、グリーはSupercellとの間に和解が成立し、訴訟は終了したと発表した。和解内容は両社間の秘密保持義務により非公開としている。
2019年6月24日と同年9月16日、グリーは米国連邦裁判所においてSupercellに対し合計7件の特許侵害に基づく損害賠償請求訴訟申し立てを行った。連邦裁判所は2020年9月に2件についてSupercellに対し約850万ドル（約8億9200万円）の損害賠償支払いを命じ、侵害が故意によるものだったと認定した。2021年5月10日には残りの3件について約9210万ドル（約100億円）の支払いを命じる評決を下した。残り2件が係争中。